# Fredj Besbes
Fredj Besbes (arabe : فرج  بسباس), né en 1892 à Monastir et décédé en 1966, est un spécialiste tunisien du tissage et un précurseur des techniques de production de textiles en Tunisie. Il a été le premier enseignant technique dans son pays.

## Biographie
Après des études à l'école franco-arabe de Monastir et un certificat d'études primaires obtenu en 1907, il est admis à l'École professionnelle Émile-Loubet à Tunis. Au-delà d'une formation technologique générale, il y découvre et se passionne pour le tissage, une activité en essor en Tunisie, mais fondée sur des techniques désuètes. Pour préparer et accompagner la modernisation des techniques de fabrication textile, la direction de l'Instruction publique et des Beaux-arts décide de l'envoyer à Lyon, alors capitale mondiale de l'industrie textile et du tissage de la soie. En 1910, il entame une formation à l'École de tissage de Lyon, dont il est lauréat en 1912. Il s'y imprègne de l'esprit de la Fabrique et effectue un stage de longue durée dans les Ateliers Estragnat, spécialisés dans le montage des métiers Jacquard.
En 1912, il est nommé maître de tissage à l'École professionnelle Émile-Loubet, une fonction qu'il occupe jusqu'en 1938 ; il est alors l'unique Tunisien parmi les professeurs de l'école. Son enseignement est déterminant dans la formation de générations de spécialistes tunisiens du tissage moderne et l'élite de ses élèves formera les capitaines de l'industrie textile en Tunisie, industrie qui prendra son véritable essor après l'indépendance du pays, au début des années 1960. 
Les années 1930 connaissent une grave crise du textile : avec la concurrence des tissus importés et des métiers à tisser mécaniques, les conditions de vie des travailleurs de la soie à Tunis se sont profondément dégradées, provoquant des grèves et la fermeture des souks en novembre 1932. Le conflit entre tisserands à bras et tisserands mécaniques se poursuit de longues années, et voit un début de solution avec la commission d'arbitrage créée par le décret du 15 juin 1937, dans laquelle Fredj Besbes joue un rôle central.  
Il est appelé en 1938 à effectuer une mission d'expertise pour la conception du futur Centre régional d'arts tunisiens à Tunis, au Dar El Monastiri. En 1939, il est délégué au Centre régional des arts tunisiens à Sousse, dont il est nommé directeur en 1941. En 1947, il est appelé auprès de Jacques Revault, directeur général de l'Office des arts tunisiens, au Dar Ben Abdallah à Tunis, pour moderniser les industries artisanales, améliorer les équipements techniques et développer l'éducation professionnelle. En 1950, il réintègre son poste à Sousse, où il est chargé d'organiser les métiers corporatifs du Sahel, ainsi que la conception et la mise en place de l'Atelier pilote de tissage à Ksar Hellal. Il part à la retraite en 1954, et se voit alors nommé directeur honoraire de Centre d'arts tunisiens.

## Distinctions
- 1929 : Médaille de bronze de la Société d'encouragement de l'industrie nationale[5] (Paris) ;
- 1935 : Officier d'Académie ;
- 1947 : Officier de l'Instruction publique ;
- 1951 : Médaille de bronze de l'enseignement technique ;
- 1965 : Chevalier de l'Ordre de la République.

## Publication
- « Le tissage de la soie en Tunisie : contribution à l'étude de l'artisanat tunisien », IBLA, no 64,‎ 4e trimestre 1953, p. 401-411.